# HRVY
Harvey Leigh Cantwell (Hartley, 28 de gener de 1999), conegut pel seu nom artístic HRVY, és un cantant i presentador de televisió anglès. Va presentar el programa Friday Download al canal CBBC de 2014 a 2015, i l'any 2020 va competir al programa Strictly Come Dancing (versió britànica del programa ¡Mira quién baila!).

## Educació
Cantwell estudià a la Leigh Academy a Dartford, Kent, fins a l'any 2015.

## Carrera

### Televisió
Cantwell va ser un dels sis presentadors del programa de televisió Friday Download del canal CBBC des de la temporada 7 a la 9. L'any 2017, va fer de Miles a la sèrie web americana Chicken Girls a la primera temporada. El 26 de febrer de 2020, va aparèixer en un episodi del programa de cant Got What It Takes? del canal CBBC sorprenent els participants mentre aprenien la seva cançó Personal. També fou un mentor en el mateix episodi durant la part del vídeo musical.
El setembre de 2020, es va anunciar que competiria a la 18a temporada del programa Strictly Come Dancing, amb Janette Manrara com a companya. Van ser la primera parella en rebre un 10 d'un jutge, gràcies al seu ball de salsa a la setmana 4, i van aconseguir el màxim de 30 punts de 30 possibles durant la setmana 6 gràcies a la seva rutina urbana (degut a la pandèmia de COVID-19, el jutge Bruno Tonioli no va poder viatjar al Regne Unit per fer de jutge i, per tant, la puntuació màxima era de 30 en comptes dels habituals 40 punts). Juntament amb la parella guanyadora, formada per Bill Bailey i Oti Mabuse, foren els únics en no acabar mai cap setmana entre els pitjors dos classificats. La parella acabà el programa en quarta posició, darrera de Jamie Laing i Karen Hauer, Maisie Smith i Gorka Márquez, i els guanyadors Bill Bailey i Oti Mabuse.

### Música
La carrera musical de HRVY començà el 20 de desembre de 2013 amb el llançament del seu primer single, Thank You.
El maig de 2014, va ser un artista de suport per a Little Mix durant el Salute Tour juntament amb la banda de noies M.O. Després de signar amb Virgin EMI el febrer de 2017, va llançar el seu primer EP, Holiday , que contenia els singles Holiday i Phobia. El novembre de 2017, va llançar l'EP Talk to Ya que incloïa el seu single Personal. El febrer de 2018, HRVY va quedar en sisena posició al The Sounds of 2018 de The Courier and Newcastle Student Radio, al costat de Rex Orange County, Brockhampton i SG Lewis. L'abril de 2018, va ser artista de suport per The Vamps al seu Night and Day Tour juntament amb Jacob Sartorius, New Hope Club, Maggie Lindemann, i Conor Maynard. El 25 d'abril de 2018, va llançar el seu single Hasta Luego, a duet amb la cantant cubanoamericana Malú Trevejo. El setembre de 2018, va llançar I Wish You Were Here, que va cantar als Teen Awards de la BBC Radio 1. En aquell moment, HRVY també va ser anomenat a la Brit List de la BBC Radio 1. Aquell mateix any, va entrar a la llista Top Success Stories de 2018 elaborada per CelebMix, juntament amb la seva empresa gestora, Alphadog Management.
El juny de 2019, va col·laborar amb el grup sud-coreà NCT Dream sota SM Entertainment. La cançó resultant, Don't Need Your Love, es va llançar el 6 de juny de 2019. HRVY havia de llançar el seu primer àlbum d'estudi, anomenat Can Anybody Hear Me?, el 20 de novembre de 2020, però va ser cancel·lat.
El setembre de 2021, HRVY va llançar el single Runaway With It, que mostreja la cançó de Shanice I Love Your Smile, que va cantar als 26ens National Television Awards. El març de 2022, va unir-se als The Wanted en el seu Most Wanted: The Greatest Hits Tour del Regne Unit.
El 28 de gener de 2022, HRVY va llançar el seu tercer EP, Views from the 23rd Floor, just el dia que feia 23 anys. Les dues cançons, Talking to the Stars i Golden Hour, precediren l'EP. Després d'això, va col·laborar amb el DJ i productor americà Steve Aoki en la cançó Save Me, amb un vídeo musical llançat el 29 d'abril. La cançó formà part del setè àlbum d'estudi d'Aoki anomenat Hiroquest: Genesis, que es va llançar el 16 de setembre d'aquell any. HRVY va llançar el single I Wish I Could Hate You el 5 d'agost; la seva primera cançó escrita per ell mateix.
Aquesta va resultar ser l'última cançó publicada sota BMG i sota la gestió d'Airdrops, ja que el setembre de 2023 es va anunciar que HRVY havia estat retirat de tots dos.

## Discografia

### Extended plays
| Títol                     | Detalls                                                                                              |
| ------------------------- | --- |
| Holiday                   | - Llançat: 25 de juliol de 2017 - Discogràfica: Virgin EMI - Format: Descàrrega digital, streaming   |
| Talk to Ya                | - Llançat: 30 de novembre de 2017 - Discogràfica: Virgin EMI - Format: Descàrrega digital, streaming |
| Views from the 23rd Floor | - Llançat: 28 de gener de 2022 - Discogràfica: BMG - Format: Descàrrega digital, streaming           |

### Singles
| Títol                                                | Any  | Posició màxima a les llistes | Posició màxima a les llistes | Posició màxima a les llistes | Posició màxima a les llistes | Àlbum                             |
| Títol                                                | Any  | UK                           | IRE                          | SCO                          | SUR                          | Àlbum                             |
| ---------------------------------------------------- | ---- | ---------------------------- | ---------------------------- | ---------------------------- | ---------------------------- | --------------------------------- |
| "Thank You"                                          | 2014 | 73                           | —                            | —                            | —                            | Single no inclòs en cap àlbum     |
| "Holiday" (featuring Redfoo)                         | 2017 | —                            | —                            | —                            | —                            | Holiday                           |
| "La La La La (Means I Love You)" (featuring Stylo G) | 2017 | —                            | —                            | —                            | —                            | Holiday                           |
| "Phobia"                                             | 2017 | —                            | —                            | —                            | —                            | Holiday                           |
| "Talk to Ya"                                         | 2017 | —                            | —                            | —                            | —                            | Talk to Ya                        |
| "I Won't Let You Down"                               | 2017 | —                            | —                            | —                            | —                            | Talk to Ya                        |
| "Personal"                                           | 2017 | 62                           | 94                           | 33                           | —                            | Talk to Ya                        |
| "Hasta Luego" (with Malú Trevejo)                    | 2018 | 70                           | —                            | 13                           | —                            | Can Anybody Hear Me? (no llançat) |
| "I Wish You Were Here"                               | 2018 | —                            | —                            | 52                           | —                            | Can Anybody Hear Me? (no llançat) |
| "I Don't Think About You"                            | 2018 | —                            | —                            | —                            | —                            | Single no inclòs en cap àlbum     |
| "So Good (Remix)" (amb Danna Paola)                  | 2019 | —                            | —                            | —                            | —                            | Sie7e +                           |
| "Told You So"                                        | 2019 | —                            | —                            | 24                           | —                            | Can Anybody Hear Me? (no llançat) |
| "I Miss Myself" (with NOTD)                          | 2019 | —                            | —                            | —                            | —                            | Can Anybody Hear Me? (no llançat) |
| "Don't Need Your Love" (with NCT Dream)              | 2019 | —                            | —                            | —                            | —                            | Can Anybody Hear Me? (no llançat) |
| "Younger" (amb Jonas Blue)                           | 2019 | —                            | —                            | 61                           | —                            | Can Anybody Hear Me? (no llançat) |
| "Million Ways"                                       | 2019 | —                            | —                            | 47                           | —                            | Can Anybody Hear Me? (no llançat) |
| "Me Because of You"                                  | 2020 | —                            | —                            | 3                            | —                            | Can Anybody Hear Me? (no llançat) |
| "Unfamiliar" (with Seeb i Goodboys)                  | 2020 | —                            | —                            | —                            | —                            | Can Anybody Hear Me? (no llançat) |
| "Be Okay" (with R3hab)                               | 2020 | —                            | —                            | —                            | —                            | Can Anybody Hear Me? (no llançat) |
| "Nevermind"                                          | 2020 | —                            | —                            | —                            | —                            | Can Anybody Hear Me? (no llançat) |
| "Good Vibes" (with Matoma)                           | 2020 | —                            | —                            | —                            | —                            | Can Anybody Hear Me? (no llançat) |
| "Am I the Only One" (with R3hab and Astrid S)        | 2020 | —                            | —                            | —                            | —                            | Single no inclòs en cap àlbum     |
| "Baby, I Love Your Way"                              | 2020 | —                            | —                            | —                            | —                            | Single no inclòs en cap àlbum     |
| "1 Day 2 Nights"                                     | 2021 | —                            | —                            | —                            | —                            | Single no inclòs en cap àlbum     |
| "Runaway with It"                                    | 2021 | —                            | —                            | —                            | —                            | Single no inclòs en cap àlbum     |
| "Talking to the Stars"                               | 2021 | —                            | —                            | —                            | —                            | Views from the 23rd Floor         |
| "Golden Hour"                                        | 2022 | —                            | —                            | —                            | —                            | Views from the 23rd Floor         |
| "Save Me" (amb Steve Aoki)                           | 2022 | —                            | —                            | —                            | —                            | Hiroquest: Genesis                |
| "I Wish I Could Hate You"                            | 2022 | —                            | —                            | —                            | —                            | Single no inclòs en cap àlbum     |
| "All or Nothing" (amb Topic)                         | 2022 | —                            | —                            | —                            | 13                           | Single no inclòs en cap àlbum     |
| "Stolen Heart"                                       | 2023 | —                            | —                            | —                            | —                            | Single no inclòs en cap àlbum     |
| "—" denota un single que no ha entrat al top 100.    |      |                              |                              |                              |                              |                                   |

### Aparicions de convidat
| Títol      | Any  | Altres artistes      | Àlbum         |
| ---------- | ---- | -------------------- | ------------- |
| "Somebody" | 2018 | Sigala, Nina Nesbitt | Brighter Days |

### Vídeos musicals
| Cançó                            | Any  | Altres artistes | Director(s)        |
| -------------------------------- | ---- | --------------- | ------------------ |
| "Thank You"                      | 2013 | Cap             | Paul Akinrinlola   |
| "Holiday"                        | 2017 | Redfoo          |                    |
| "La La La La (Means I Love You)" | 2017 | Stylo G         | Gilbert Sosa       |
| "Phobia"                         | 2017 | Cap             | Chris Brooker      |
| "Talk to Ya"                     | 2017 | Cap             | Chris Brooker      |
| "I Won't Let You Down"           | 2017 | Cap             | Chris Brooker      |
| "Personal"                       | 2017 | Cap             | Ivanna Borin       |
| "Hasta Luego"                    | 2018 | Malú Trevejo    | Ivanna Borin       |
| "I Wish You Were Here"           | 2018 | Cap             | Carly Cussen       |
| "I Don't Think About You"        | 2018 | Cap             | Ivanna Borin       |
| "So Good"                        | 2019 | Danna Paola     | The Broducers      |
| "Told You So"                    | 2019 | Cap             | Ivanna Borin       |
| "I Miss Myself"                  | 2019 | NOTD            | Kaz Ove            |
| "Don't Need Your Love"           | 2019 | NCT Dream       | Sang Yoon Roh      |
| "Younger"                        | 2019 | Jonas Blue      | Daniel Carberry    |
| "Million Ways"                   | 2019 | Cap             | Kenny Wormald      |
| "Me Because of You"              | 2020 | Cap             | Matthias Hoene     |
| "Be Okay"                        | 2020 | R3HAB           | HRVY               |
| "Nevermind"                      | 2020 | Cap             | Matthias Hoene     |
| "Good Vibes"                     | 2020 | Matoma          | Moon               |
| "Am I the Only One"              | 2020 | R3HAB i Astrid  | Alfi Zachkyelle    |
| "Baby, I Love Your Way"          | 2020 | Cap             |                    |
| "1 Day 2 Nights"                 | 2021 | Cap             | Charlie Lightening |
| "Runaway with It"                | 2021 | Cap             | Jordan Rossi       |
| "Save Me"                        | 2022 | Steve Aoki      | Ava Rikki          |

## Premis i nominacions
| Premi              | Anuy | Categoria               | Nominat / obra | Resultat | Ref.   |
| ------------------ | ---- | ----------------------- | -------------- | -------- | ------ |
| Teen Choice Awards | 2019 | Artista destacat elegit | Ell mateix     | Nominat  | [ 36 ] |